# Carlos Guerreiro
Carlos Guerreiro (Lisboa, 26 de Julho de 1954) é um músico e construtor de instrumentos musicais português, membro dos Gaiteiros de Lisboa.

## Percurso
Estudou Educação pela Arte no Conservatório Nacional de Lisboa e foi professor de invisuais no Centro Helen Keller. Fez parte do Grupo de Acção Cultural (GAC) com José Mário Branco, Eduardo Paes Mamede, Afonso Dias e outros. Em 1991 foi um dos fundadores do grupo Gaiteiros de Lisboa e é o director musical e produtor de diversos discos da banda.